# Katedrala Srca Isusova u Sarajevu
Katedrala Srca Isusova je stolna crkva Vrhbosanske nadbiskupije i ujedno župna crkva istoimene župe. Nalazi se u sarajevskoj općini Stari Grad, na atraktivnoj lokaciji do koje vode glavne gradske šetnice. Od 1889., kad je blagoslovljena, stožer je duhovnog života katoličkog puka u Sarajevu. Posvećena je Srcu Isusovom.
Izgrađena je na inicijativu nadbiskupa Josipa Stadlera, koji je još 1882., dvije godine prije početka graditeljskih radova, počeo tražiti pogodno mjesto na kojemu će podići katedralnu crkvu.
Katedralu je trebao posvetiti apostolski nuncij u Beču Luigi Galimberti. Iz nepoznatoga razloga katedralu je ipak posvetio mostarsko-duvanjski biskup Paškal Buconjić, 14. rujna 1889.

## Počeci
Dvije osobe, nadbiskup Josip Stadler (1843. – 1918.) i arhitekt Josip Vancaš (1859. – 1937.), zaslužne su za podizanje nove katedrale u Sarajevu; prvi kao naručitelj, a drugi kao izvršitelj. Među njima je vladao harmoničan odnos što je inače dosta rijedak slučaj na velikim gradilištima. Stadleru je, po svoj prilici, pred očima lebdjela briga kako ni iz čega, takoreći na "goloj ledini", organizirati Crkvu, pa se nije mogao razmetati željama. Vancaš je došao u Sarajevo kao mlad, ali vrlo solidno obrazovan i talentiran arhitekt. On je Stadleru nudio rješenja na koja ovaj nije imao što prigovoriti. Tek dovršena katedrala u Đakovu (građena 1866. – 1882.) bila je obojici u neku ruku veliki uzor na kojemu su se okušavali mnogi majstori koji su poslije i sami prenosili svoja iskustva u Sarajevo. Historicizam u graditeljstvu i skulpturi, a nazarenstvo u slikarstvu, dosegli su osamdesetih godina 19. stoljeća, u doba podizanja sarajevske katedrale, svoje savršenstvo. Vancašev učitelj Friedrich von Schmidt (1825. – 1891.) dotjerao je umijeće gotike do zavidnog zenita, a za Vancaša kažu da je bio jedan od najboljih njegovih učenika.  
Čekajući na pravo zaposlenje Vancaš se u listopadu 1882. upisuje na Arhitektonski odjel Akademije likovnih umjetnosti gdje se kod Friedricha Schmidta posvetio studiju gotike. Schmidt je na tom polju bio najpozvaniji autoritet. Gradnja katedrale je u međuvremenu (1882.) bila ponuđena Heinrichu Ferstelu koji je predložio građevinu u romaničkom stilu. Taj projekt bio je, međutim, prevelik, dakle i previše skup za sarajevske prilike. Ferstel je zgradu locirao na mjestu koje je u međuvremenu zaposjela vojska kako bi izgradila svoj časnički kasino. Tako je ova ideja propala. Sljedeće godine Benjamin Kallay se obraća Friedrichu Schmidtu, koji mu preporučuje mladog Vancaša. Njemu, dakle, nije bilo suđeno dovršiti započetu specijalizaciju. Po Uskrsu 1883. dodijeljen mu je velik zadatak: izrada nacrta za katedralu u Sarajevu. Vancaš se u tom pogledu učinio starom profesoru kao najpodesniji kandidat: bio je ne samo dobar učenik, nego je potjecao iz južnih krajeva Monarhije, najbliže Sarajevu. Tako se on s preporukom Schmidta jednoga dana našao u kabinetu zajedničkog ministra financija i ministra za Bosnu i Hercegovinu, koji ga je prihvatio i odredio da se odmah zaputi u Sarajevo kako bi se na licu mjesta obavijestio o lokaciji, veličini i izgledu objekta. Usput mu je naredio da se raspita i o građevinskom programu za palaču Zemaljske vlade na Musalli, koju je također trebalo uskoro graditi.
Po dolasku u Sarajevo Vancaš je pregledao pogodna mjesta koja su još mogla doći u obzir za podizanje Katedrale. On se tada prvo odlučio za prostor na uglu tadašnje Ferhadije i Ćemaluše ulice, pa se s tim prijedlogom i vratio u Beč. Budući da to mjesto nije prihvatila gradska uprava, u rujnu 1883. ponovno se vraća u Sarajevo, tada u pratnji samoga Kallaya koji konačno rješava i to pitanje. Izbor je pao na trg koji je uskoro nazvan Crkveni trg, danas trg fra Grge Martića. Mjesto je inače prvobitno bilo namijenjeno za Gradsku tržnicu. Budući da je stari profesor u ljetu i ranoj jeseni bio duže vremena teže bolestan, suglasno njemu i ambijentu Vancaš je načinio skicu. Tako je načinjen nacrt koji je naknadno stavljen Schmidtu na uvid, a ovaj ga je odobrio s iznimkom znatnog sniženja krovova na tornjevima. "Primijetio je samo da jednoj stolnoj crkvi ne pristaje 'gizdavi izgled' i savjetovao mi je da sve izvedem u kamenu tucancu, pošto je jedna crkva određena za vječnost" - kako se to Vancaš sjećao u svom članku u "Večernjoj pošti".
Prvobitnim planom glavni portal trebao je biti uvučen među tornjeve, pa je predvorje zajedno s pjevalištem produženo do polovice prvog traveja. Ulazi u baptisterij i na kor bili su iz sporednih lađa. Pokraj zapadnog tornja bio je predviđen sporedni ulaz, a propovjedaonica, mnogo manja od današnje, bila je prislonjena uz treći stup. Svetište je bilo kraće, a sakristija uža. Riznica nije prelazila širinu pobočne lađe. Taj projekt imao je još jednu manu: bio je previše stereotipan. Nije prelazio okvire prosječnih građevina u južnom dijelu Srednje Europe. Stoga Schmidt zahvaća u planove znatno više nego je zahtijevalo samo skraćivanje previsokih krovova na tornjevima.
Stadler se tijekom gradnje morao snažno boriti da mu Zemaljska vlada BiH dozvoli produžetak svetišta pravdajući to svečanim obredima za koje je potreban veći prostor od onoga što je u prvobitnom planu bio naznačen. Kasnije je i izgradnja grobnice za nadbiskupe bila isto tako predmet natezanja s Gradbenim uredom Zemaljske vlade, jer Vancaš u svom planu nije predvidio i taj detalj. Tijekom zime 1883./1884. načinjeni su u novoformiranom ateljeu Josipa pl. Vancaša svi izvedbeni nacrti. Vancaš je postao samostalan poduzetnik. Katedrala je zamišljena kao građevina s prostorom za 1.200 ljudi i vrlo jednostavnog vanjskog izgleda, "od golog kamena" - kako se Vancaš i sam na jednom mjestu izrazio. Na temelju tih planova bio je raspisan natječaj za gradnju, na kojemu se kao najbolji ponuđač javio bečki poduzetnik Karl baron Schwarz. Tako se Vancaš vezao za Sarajevo pa se 10. ožujka 1884. godine u njemu definitivno nastanio.

## Gradnja katedrale (1884. – 1889.)
Gradilište je predano poduzetniku 19. kolovoza 1884. godine, a 25. kolovoza obavljen je svečani čin početka radova prije negoli se pristupilo iskopu temelja. Poglavar Zemlje Ivan barun Appel prvi je pozlaćenom lopatom tri put udario zemlju, nakon njega isto je ponovio i nadbiskup, a nakon njih i ostali prisutni. Mjesec dana poslije, 23. rujna 1884. povjerenstvo je ustanovilo da su temelji dosta duboko iskopani, naime kod istočnog tornja 5,70 m, kod zapadnog 6,00 m, kod pokrajnjih lađa 7,00 m (zbog nagiba terena), a za stupove između lađa iskopano je do 3 metra dubine. Dana 20. studenog, u 9 sati, uzidan je uz skromnu ceremoniju, u jednom uglu temeljni kamen s urezanim natpisom: A D MDCCCLXXXIV 20. XI. 
Zidanjem se tijekom 1885. godine toliko napredovalo da se u rujnu 1886. moglo svoditi u sve tri lađe. U ožujku 1887. radilo se na zapadnom tornju, a u travnju je počelo žbukanje srednje lađe. Još istoga mjeseca skinute su vanjske skele oko svetišta. Građevinski radovi završeni su 9. studenog 1887. godine u onoj mjeri kako je to bilo ugovoreno s poduzetnikom Schwarzom. Zidovi su, naime, u unutrašnjosti bili samo pobijeljeni, a prozori zatvoreni običnim staklom. Predstojao je još velik posao umjetničkog opremanja zgrade, koji je potrajao pune dvije godine.

## Izgled katedrale
Vanjska dužina katedrale iznosi 41,90 metara, širina 21,30 m, a kod svetišta 24,30 metra. Unutrašnja dužina iznosi 37,65 m, a širina 18,10 metara. Pročelje je flankirano s dva tornja od po 43,20 metara visine. Krovovi su im u obliku jednostavnih oštrih piramida proširenih pri dnu. Oni flankiraju sporedne lađe prema jugu, dok srednja lađa izbija prema pročelju u svojoj punoj širini. Visoki zabat pročelja u razini krovišta razveden je u pet arkada: četiri slijepe i jedna otvorena, u okvirima od pješčara. Pod njim je smješten veliki slijepi luk, a unutar njega je osmerolisna rozeta, izvedena od dva niza gotičkih elemenata. Ispod nje je portal flankiran s po jednim ranogotičkim stupom u profiliranom dovratniku, a u zabatu je reljef s prikazom sv. Trojstva. Na vrhu portala, dijelom ispred rozete, je kip Srca Isusova, osobni dar poduzetnika Schwarza, izrađen u Beču od margaretskog kamena. Djelo je bečkog kipara A. Hausmanna. Reljef u timpanonu rađen je prema nacrtu A.M. Seitza; modelirao ga je Dragan Morale, kipar Zagrebačke katedrale, a u kamen ga je prenio Ivan Novotny. U prizemlju zapadnog tornja smješten je baptisterij, a u istočnom tornju je stubište za uzlaz na pjevalište i ka zvonima. U luku poviše tih vrata zapisan je u kamenu kronogram:
.
U baptisteriju se, nasuprot ulazu, nalazi edikula i baptismalni fons, 
izvedeni od bijelog mramora. Bit će da su ovi objekti izvedeni po Vancaševu nacrtu. Visoki gotički zabat edikule nose dva stupića od crvenog mramora, a na vrhu je kip Ivana Krstitelja.
Katedrala je izvedena u stilu rane gotike, gdje se Vancaš poveo za crkvom Notre Dame u Dijonu. S izborom svog uzora Vancaš je svjesno pošao na najmarkantniji spomenik rane burgundske gotike. Imao je pravi osjećaj mjere kad je za skromne sarajevske prilike preinačio neke njezine elemente. Oblik svetišta je zadržao, ali je isturene transepte preobratio, s dva dvoetažna aneksa: u sakristiju i riznicu, obje s oratorijem na prvom katu.
Polukružne završetke sporednih lađa u Dijonu, stisnute u kut između svetišta i transepta, upotrijebio je kao tornjiće za stube, odmaknute od glavne lađe i prislonjene uz sjeverni zid aneksa. Na mjestu triforija u lađi dijonske crkve on je stavio kružne otvore u koje je umetnuo slike crkvenih otaca. Rozetu iz transepta prenio je na pročelje. Tim preinakama građevinu je prilagodio potrebama u sasvim novom ambijentu i s novom funkcijom. Sarajevska je katedrala zapravo samo donja, parterna polovina dijonske crkve.
Oba Vancaševa uzora, Dijon za zgradu, a Prag za tornjeve, čini se da su se u Sarajevu potpuno pomirila i pored toga što su vremenski i prostorno vrlo udaljeni. Naime, Notre Dame je dovršena 1240., a Tynska crkva je dobila tornjeve 1458. – 1463. godine, dakle u vrijeme kad je gotika bila već preživjeli stil. Robustna građa tornjeva Tynske crkve djeluje arhaično, gotovo romanički tvrdo pa tako ni tornjevi u Sarajevu ne odudaraju od ranogotičkog habita Katedrale u cjelini.
Na bočnim stranama vanjskog lica srednja lađa neznatno nadvisuje sporedne. Vancaš se kod razrade nacrta odlučio za jednostavan krov glavne i sporednih lađa, svih pod istim nagibom. Time je bazilikalni tip ostao prikraćen za obergaden, a lađa preniska za pravi gotički odnos širine i visine. On umjesto prozora na obergadenu, u razini tavana sporednih lađa ostavlja u unutrašnjosti samo okrugle otvore. Zbog toga je za neposredno osvjetljavanje glavne lađe postavljena rozeta na pročelju i pet prozora u svetištu. No, i prozori u sporednim lađama također daju dosta svjetla unutrašnjosti.
Krov je bio pokriven jednostavnim crijepom tipa dabrova repa. Jedan njegov dio bio je umočen u katran, pa složen tako da su na tornjevima i lađama dobiveni romboidni motivi.
Prostorije za sakristiju i riznicu dimenzionirao je preko širine sporednih lađa, čime je u tlocrtu cjelokupne građevine dobiven oblik križa, ali se taj ne odražava u volumenu unutrašnjosti. Oba ova prigratka su dvoetažna, a u prostorije na katu pristupa se izvana zavojitim stubištem smještenim u posebnim tornjićima. Pri sjevernom završetku sljemena nalazi se tornjić od metala, zvani sanctus, koji doseže visinu od 33 metra.
Na ulazu u zapadnu bočnu prostoriju, sakristiju, nalazi se ukrašeni portal, dakako manji, od onog na pročelju, ali bogato profiliran. U njegovu je timpanonu reljefna Pieta s dva anđela. Nacrte je izradio A.M. Seitz, modelirao Morak, a u kamenu isklesao Novotny.
Sjeverni završetak zgrade je peterostran i s pet visokih prozora. Svaki od uglova je pojačan snažnim potpornjacima, kontraforima.
Temelji su do razine unutrašnjeg poda obloženi čvrstim bijelim vapnencem s Darive; zidovi su izvedeni od vapnenca boje crveno prošaranog okera, porijeklom s periferije Sarajeva, a vijenci, potpornjaci, kutovi i okviri prozora, dakako i portali, su od pješčara iz okolice Visokog.
Pod je položen wienerberškim keramičkim pločicama u tri tople boje: smeđoj, crvenoj i crnoj, složenim prema Vancaševu nacrtu. Prilikom obnove 1987. godine nakon što su u pod bile položene instalacije za centralno grijanje te su pločice uz priličan napor ponovno položene po istom redu. Svod u glavnoj lađi visok je 13,50 m, a u sporednim 8,50 metara.

## Umjetnička oprema katedrale

### Prozori
U svetištu se nalazi pet vitraja visokih 5,75 m, a širokih 1,33 metra, izrađenih prema Vancaševu nacrtu kod firme Tiroler Glasmalerei Anstalt u Innsbrucku. U srednjem prozoru prikazan je razapeti Krist u času kad se Longin sprema probosti mu Srce. Pod križem s desne strane kleči Marija Magdalena, dok je s lijeve Majka Marija, sklopljenih ruku i pobožno podignutih očiju, a uz nju je sv. Ivan. Ovaj prozor darovao je dr Milan Amruš.
U prozoru lijevo do njega na prijestolju sjedi Isus, a pred njim kleči muškarac. S lijeve strane Isusa njegova je majka koja ga gleda, a sama pokazuje na svoje Srce. S desne strane stoji anđeo. U donjem polju ispod malih arkada prikazan je sv. Josip s Djetetom. Ovaj prozor darovao je Stadler.
U zapadnom prozoru prikazana je sv. Margareta Alacoque kako čita knjigu, a prilazi joj Isus i pokazuje svoje Srce. Iznenađena svetica ispustila je knjigu iz ruku, pa pružila prema Isusu. Tu su i dva anđela: jedan drži u ruci križ, a drugi kalež. U donjem dijelu prozora su u dva polja likovi sv. Leona pape i sv. Pavla, a između njih je grb obitelji Sapieha iz Lavova. Ovaj prozor darovali su Leon i Pavao Sapieha, poljski knezovi.
U prozoru desno od srednjeg, u glavnom polju nalazi se prizor Posljednje večere, s Isusom i tri apostola. Sv. Ivan se naslonio na Gospodina, a do njega je sv. Jakov; dok je lijevo uz Isusa sv. Petar. U donjem polju, ispod male arkade je sv. Ana. Taj prozor darovali su Ivan i Albert Schmarda.
U istočnom prozoru prikazano je Isusovo ukazanje Julijani iz Lutticha gdje joj izražava svoje želje o štovanju Presvetog Oltarskog sakramenta. U donjem je polju lik sv. Ladislava i sv. Romana, a između njih grb obitelji Sanguszko. Darovao ga je poljski knez Roman Sanguszko.
Prozori u zapadnoj sporednoj lađi izvedeni su u bečkoj filijali Innsbruške tvornice vitraja. U svakom se traveju nalaze po dva takva prozora, svaki veličine 3,20 x 1,04 metra. Ornamentika im je jednostavna: u gornjem dijelu svakog od njih nalazi se po jedan medaljon. U prvom prozoru do oltara Bezgrješnog Začeća prikazani su sv. Ivan Krstitelj i sv. Ilija, što je dar sarajevskih katolika. U drugom su sv. Petar i Pavao, a darovao ga je Vrhbosanski kaptol. U trećem prozoru su sv. Toma i sv. Ivan apostol; to je poklon obitelji dr-a Bertholda Krasa. U četvrtom, onom do tornja, prikazan je sv. Matej i sv. Bartol. To je dar sarajevskog industrijalca Augusta Brauna.
U prvom prozoru istočne lađe, do oltara Svete Braće, nalazi se sv. Franjo Asiški i sv. Juraj, dar katolika grada Mostara. U drugom su sv. Andrija i Jakov, što je dar suradnika nadbiskupa Stadlera. U trećem stoje sv. Filip i Jakov. To je dar obitelji Brlić iz Slavonskog Broda. U četvrtom su sv. Šimun i sv. Tadej. Taj su prozor darovala braća baruni Sedelnitzky.
Vitraji velike rozete na pročelju, promjera blizu 5 metara, ukrašeni su samo vegetabilnim ornamentom. Srednje njeno polje razvedeno je u osam režnjeva sasvim svijetle boje, dok je osam polukrugova bliže rubu naizmjenično plave i crvene boje. Nacrte za oltare i propovjedaonicu izradio je sam Vancaš.

### Oltar i lađe
Glavni oltar izveden je od mramora Grisignano, a isporučila ga je u gruboj izradi tršćanska tvrtka Scalpelini. Raščlanjen je u sedam niša tako da je srednja nešto malo viša od ostalih, i nema prezide, pa se u nju mogu stavljati predmeti za javno promatranje. Njoj se prilazi stubištem koje se nalaze iza oltara. U niši lijevo od nje kip je sv. Josipa, do njega sv. Franje, a na kutu kip anđela. Desno od srednje niše stoji kip sv. Mihovila, a do njega sv. Ilije, pa na kutu opet kip anđela. Iznad srednjeg otvora nalazi se na povisokom postolju kip Srca Isusova, rad Franza Erlera iz Beča. Izveden je iz bijele kamene mase. Ostale je kipove modelirao Dragan Morak u Zagrebu, a klesariju izveo Ivan Novotny. Menza oltara je iz Santa-Croce mramora. Ona počiva na četiri stupića od crvenog tirolskog mramora. U stražnji podnožak menze uložene su ploče od svjetlocrvenkastog mramora, što je sve načinjeno u Beču. Pozlate nekih dijelova izveli su Voltolini i Betizza. Oltar su uglavnom darovali građani Zagreba, ali i mnogi drugi vjernici iz Hrvatske.
U zapadnoj (lijevoj) sporednoj lađi oltar je Bezgrešnog Začeća BDM, izveden od kamena Grisignano. Menza počiva na dva stupica od ljubičastog serpentina, izrađena u Beču. Kip Bogorodice je djelo kipara Dragana Moraka. Oltar je darovao car Franjo Josip I. U vijencu uvrh predele uklesan je natpis: 
FRANCISCUS JOSEPHUS I IMP. ET REX CATHOLICIS BOSNIAE MDCCCLXXXVI.
U istočnoj sporednoj lađi oltar je svete braće Ćirila i Metoda, koji je također izveden od kamena Grisignano. Kipove je modelirao Morale, a u kamenu ih je izveo Novotny. Ovaj oltar su darovali vjernici iz Češke, a na inicijativu tadašnjeg stupskog župnika Franje Venhude.
U trećem traveju zapadne sporedne lađe, idući od ulaza, smještena je propovjedaonica, pravi klasični ambon. Na nju se uzlazi iz zapadne sporedne lađe dvostrukim stubištem do postolja s kojeg se uskim prolazom ispod visokog kamenog baldahina prilazi na tribinu. Tornjić baldahina, ukrašen gotičkim fijalama, doseže gotovo do vrha luka između lađa. Propovjedaonica je heksagonalna s time što je na šestoj strani otvor za prilaz. Počiva na masivnom i bogato profiliranom postolju. Svaka od pet ploča ograde nosi po jedan reljef s poprsjem: na srednjoj je prikazan Isus kao učitelj, a sa svake su strane po dva evanđelista. Reljefe je modelirao bečki kipar Franz Erler, a u kamenu klesao, također i svu ornamentiku, Ivan Novotny.
U drugom traveju zapadne lađe, gledano od ulaza, nalazi se uz zid ispod prozora Raspelo s Marijom i Ivanom. Izrađeno je u bijelom mramoru s jedva primjetnom sivkastom nervaturom. Podnožje mu je oblikovano kao klecalo. Solidan je umjetnički rad nekog vještog kipara renesansnog ugođaja iz osamdesetih godina 19. stoljeća. Križ su darovali školski drugovi nadbiskupa Stadlera.
Prislonjena uz zid zapadnog tornja nalazi se nadgrobna ploča nadbiskupa Stadlera, izvedena od bijelog mramora. Rad je skulptora Marina Studina (1895. – 1960.). Nadbiskup je prikazan en face u nadnaravnoj veličini točno prema njegovom velikom portretu u salonu Nadbiskupije. Zaogrnut je cappa magnom i s humeralom od hermelina; desnu ruku podigao je na blagoslov, a lijevom pridržava pektoral. U jednostavan i ravan okvir povelike ploče (230 x 100 cm) uklesan je natpis:
HONORI ET MEMORIAE Dris IOSEPHI STADLER ARCHIEPISCOPI ET METROPOLITAE VRHBOSNENSIS PRIMI CUIUS NOMEN PER¬RENIUS QUAM MONUMENTUM.
U podnožju je zapisano:
ILLE ERAT LUCERNA ARDENS ET LUCENS, kao i potpis umjetnika: M. STUDIN 1932.
Natpis u svom jednom dijelu očito parafrazira poznati stih rimskog pjesnika Horacija: Exegi monumentum aere perrenius. . ., Podigoh spomenik od bronze trajniji. . ..  Figura je prikazana statično, gotovo simetrično, izuzev ruku. Nabori lica duboko su usječeni i odaju vjernu sliku pokojnika.
Ispred ploče u podu nalazi se grobnica u koju je Nadbiskup položen 1918. godine.U novije doba u situ grobnicu položen je i njegov nasljednik, nadbiskup Marko Alaupović.
Na dovratniku uz zapadni toranj postavljena je ploča na uspomenu 50-godišnjice postojanja Vrhbosanske nadbiskupije i obnove Katedrale. Na dva pozlaćena reljefa, rad medaljera Ive Kerdića (1881. – 1953.), prikazana je na lijevoj pločici Katedrala, a na desnoj portreti Stadlera i Šarića, oba s pogledom ulijevo. Posvetni natpis ispod medaljona nije datiran, no kako se u njemu spominje pedesetgodišnji jubilej Nadbiskupije, za pretpostaviti je da je ploča postavljena 1932. godine.
U ambon je ugrađen dio oltarne menze srednjovjekovne predosmanske katedrale sv. Petra na kojemu piše latinskim slovima: (Apost) OLI PETRI VERB(osnensi).

### Freske
Izrada freski bila je, vjerojatno već 1886. godine, ugovorena s Alexandrom Maximilijanom Seitzom (1811-1888). On je zbog toga došao nakratko u Sarajevo da bi se upoznao s prilikama o mjestu i položaju slika, te osvjetljenju prostora. Kada se povratio u Rim, obavijestio je nadbiskupa da pobolijeva, ali da ipak radi na kartonima; on je zapravo samo precrtao dva kartona iz đakovačke katedrale.
Stadler je prilikom jednog hodočašća u Rim 1887. godine posjetio bolesnog Seitza koji ga je dočekao ležeći, obučen u narodnu nošnju i s fesom na glavi. Rekao je nadbiskupu da su nacrti gotovi, ali da ih je jedva uradio. Preporučio je da se izvedba fresaka povjeri njegovu sinu Lodovicu (1844-1908), uvjeravajući ga da će on možda i bolje izvesti taj posao. Lodovico je tada dovršavao oslikavanje Loggija u Vatikanu, pa se mogao posvetiti sarajevskoj katedrali. Ne zna se što se u međuvremenu dogodilo, ali slike na zidu ipak nije izradio on, nego njegov pomoćnik Alberto de Rohden. Možda je tomu izostanku bila kriva očeva smrt 15. travnja 1888. i stupanje u službu nadzornika papinske zbirke slika, kasnije Vatikanske galerije umjetnina. To ga je, čini se, jače vezalo za Rim i nije mu dozvoljavalo duže odsustvovanje iz Vječnog Grada.
Što se autorstva slika tiče, tu postoji izvjesna nesuglasnost između onog što je u vezi s tim zabilježeno u literaturi. Prema Franji Venhudi, koji je sa Stadlerom bio prisutan kada je on isplatio Seitza za obavljeni rad, moglo bi se zaključiti da je sve kartone izradio na smrt bolesni stari slikar. Andrija Jagatić slično govori u Spomenici da je za sliku Uskrsnuća u desnoj lađi nacrte izradio Rohdeh stariji, a izveo ju je njegov sin. To je očita zabuna jer Rohden nije imao sina umjetnika; a pitanju je, dakle, Seitz stariji, za koga je Jagatić mislio da je autor svih kartona, no kako je on u tome bio spriječen, kartone i slike Gospina Krunjenja, Uskrsnuća, Isusa u Getsemanu i Marije Magdalene izveo je Alberto de Rohden. Jagatićev je podatak, po svemu sudeći, netočan u svim svojim dijelovima.
Na zidu uz zapadni toranj prikazano je Krunjenje Gospino. Relativno uska i visoka slika podijeljena je u dvije zone: u gornjoj sjede na oblacima Otac i Sin, a između njih kleči Marija okrenuta ulijevo prema Sinu koji drži krunu povise njene glave. Uvrh luka je predstavljen Duh Sveti u obliku goluba raširenih krila. U donjoj zoni kleči na zemlji muškarac i žena s djetetom, svi u tradicionalnoj nošnji bosanskih Hrvata. Lijevo od čovjeka stoji sv. Franjo Asiški, a desno sv. Dominik. Krajolik u daljini prikazuje Sarajevo gledano s Vratnika.
Uza zid istočnog tornja u desnoj lađi prikazano je Uskrsnuće. Pred otvorenim grobom lebdi na oblaku uskrsli Isus s očima uprtim u nebo, a desnicom uzdignutom na blagoslov, dok u lijevoj drži zastavu Pobjede. Na kamenu pokraj groba sjedi anđeo s ognjenim mačem u ruci, a u desnom kraju slike su dva prestrašena rimska vojnika u živom pokretu.
U luku zapadnog zida prikazan je Isusov govor na gori. Isus stoji u sredini scene, okrenut ulijevo s opruženim rukama. Ispred njega je narod, a iza leđa mu stoji apostol Ivan, pa do njega Petar i Jakob. Malo niže od njih kleči Andrija, sijede glave i sklopljenih ruku, te majka Marija i još jedan sveti starac. Neki je čovjek ničice pao na zemlju, a drugi, u daljini, donosi bolesnog sina da ga Isus iscijeli. Na sličan način, ali a obrnutom postavu, prikazan je ovaj isti prizor i u Đakovu.
Na istočnom je zidu naslikana scena kako Mojsije prima na Sinaju ploče Zakona. Podno brda u prednjem planu je Aaron, s još nekim čovjekom; lijevom je rukom prekrio lice, a desnom se oslanja na zemlju. Desno u daljini nazire se logor Izraelaca u pustinji, i to u času kada se klanjaju zlatnom teletu.
U lukovima supraporta (luneta) na sakristiji i riznici bila su izvedena dva motiva u tehnici chiaroscuro: iznad vrata sakristije prikazan je Isus u Getsemanu i ruka koja mu pruža kalež, a podalja leže usnuli apostoli. Nad suprotnim vratima vidi se Marija Magdalena kao isposnica u pećini, a lijevo su od nje simboli pustinjaštva: lubanja i križ. Današnja je kopija Ante Martinovića izvedena kao višebojna slika.
Slike chiaroscuro u Đakovu rađene su po kartonima Friedricha Overbecka. Te su slike bile gotovo ljepše od velikih freski, pa je Seitz odlučio da tu tehniku još jednom ponovi i u Sarajevu.
Premda otac i sin Seitz nisu bili izvođači, ipak su oni bili neposredni inspiratori zidnog slikarstva u sarajevskoj katedrali. Obojica su sljedbenici nazarenaca, pogotovo Friedricha Overbecka (1789-1869) i Petera Corneliusa (1783-1867). Tako je Sarajevo imalo sreću da dobije vrijedne slike ove škole koja je dominirala u sakralnoj umjetnosti Srednje Europe tokom nekoliko desetljeća 19. stoljeća. Umjetnost oba Seitza bila je sasvim određenog smjera što se osobito može pratiti na ostvarenjima u Đakovu. Na njihovim slikama ima predrafaelovskih ugođaja (Krštenje na Jordanu), ali i čisto rafaelovskih (Uzašašće Gospodinovo), pa Michelangelovskih (Stvaranje Eve). Kartone za sarajevske slike izradio je, bar jednim dijelom, A. M. Seitz (Propovijed na gori, Mojsije prima Zakon) koji je, jednako kao i njegov učenik Alberto de Rohden, bio vise rafaelovsko-michelanđelovski raspoložen. Zato u Sarajevu nema slika iz Lodovicovog opusa, rađenih u maniru kao što je Krštenje na Jordanu u đakovačkoj katedrali.
Sudbina, međutim, nije bila naklonjena Seitz-Rohdenovim freskama; one su se do naših dana potpuno raspale. Zbog toga su prilikom restauracije katedrale 1988. godine na njihova mjesta postavljene kopije izrađene uljem na platnu. Uspješno izvedeni posao povjeren je slikaru Anti Martinoviću koji je metodom restauratora snimio na papiru svih šest slika u naravnoj veličini, vodeći računa da prema sačuvanim fotografijama vjerno reproducira prvobitni njihov izgled, a prema ostacima boja na zidu i slika u Đakovu rekonstruira njihov ton. Tako se danas u katedrali nalaze kopije izgubljenih slika, koje, koliko je to moguće, pružaju sliku starog ugođaja unutrašnjosti. Svakako je veliko pitanje, koliko bi se i nove freske na tim mjestima mogle sačuvati bez obzira na danas usavršeni tehnološki postupak nanošenjem izolacione podloge.
Sarajevo je, ipak, obogaćeno i originalnim djelima Lodovica Seitza: to su slike Crkvenih Otaca u otvorima nadzida glavne lađe. One su na žalost, jedva dostupne pogledu, jer su postavljene previše visoko na zidu.
U osam okruglih otvora poviše lukova srednje lađe uloženi su tondi, okrugle slike u ulju na platnu, na kojima su prikazani Crkveni Naučitelji u maniru chiaroscuro. Promjer im iznosi oko 130 cm. Slike su maljane u Rimu, pa su kao gotova umjetnina dopremljene u Sarajevo i to montirane.
Na zapadnoj strani lađe prikazani su Oci Zapadne crkve: sv. Grgur,sv. Ambrozije, sv. Augustin i sv.Jeronim postavljeni tako u redu idući od oltara prema izlazu. Na istočnom zidu nalaze se slike Otaca Istočne crkve: sv. Bazilije, sv. Grgur Nazijanski, sv. Atanazije i sv. Ivan Zlatousti. Ove su slike najdragocjeniji slikarski inventar sarajevske katedrale. Donatori su im bili dr Juraj Posilović, senjski biskup, Wilhelm vitez Sauerwald, viči činovnik Zemaljske vlade, Alexander Poninski poljski knez, Salom Salom, građanin Sarajeva, Pius barun Lazarini, okružni predstojnik i Pajo Miler, mitrovački opat.
Oslikavanje zidnih ploha ornamentima izveo je Splićanin Josip Voltolini (1838. – 1892.), a pomagao mu je sugrađanin Ivan Betizza. Obojica su već i u Đakovu surađivala.
Oslikavanje svetišta izvedeno je tako što je svod bio plave boje s prosutim zlatnim zvijezdama. Rebra su ukrašavana bordurom od lišća i cvijeća s ubačenim manjim zlatnim površinama. Lukovi oko prozora i polustupovi na obergadenu srednje lađe bojadisani su nizovima u dvije boje: zagasito crvenoj i žutoj. Slobodni prostori pored prozora bili su u gornjem dijelu ukrašeni motivom lišća, a u donjoj polovici naizmjeničnim nizovima žute i crvene boje koji se na pilastrima spuštaju sve do poda. Na plohama ispod prozora naslikani su zastori, tj. ornament koji oponaša dezenirane tkanine obješene o karičice.
Svodovi u glavnoj i sporednim lađama bili su obojeni u plavom tonu, pa omeđeni bordurama. Polja iznad lukova u obergadenu bila su plave osnove preko koje je bila razasuta vegetabilna ornamentika. Na kapitelima stupova tekao je niz akantovog lišća u zlatnoj boji, što se i do danas odlično sačuvalo jer je bilo nanesemo uljanom bojom. Zidovi u sporednim lađama tretirani su kao i oni a svetištu.
Voltolinijevo oslikavanje katedrale u Đakovu, a potom i u Sarajevu, izvedeno je po sugestijama Strossmayera, a inspirirano crkvom San Francesco u Asizu. Opći dojam ipak upućuje i na katedralu u Sieni osobito u pogledu vodoravnih nizova tamnih i svijetlih tonova, čega u Asizu nema.
Sve drvorezbarske radove izveo je Ivan Novotny po nacrtima Vancaša. Između lađe i svetišta stoji ograda od kovanog željeza, izvedena po nacrtu Vancaša kao poklon bečkog dvorskog bravara Antona Biro. Bila je prije prijenosa u Sarajevo izložena na Jubilarnoj obrtničkoj izložbi u Beču, pa je tu pobrala svestrane pohvale. Biro je isto tako izradio ogradu na stubištu propovjedaonice, kao i okove na vratima glavnim i onima na sakristiji. Predmete od pozlaćene bronze: svijećnjake, kandila pred oltarima i konzole za svijeće na zidovima, izradila je prema nacrtima Vancaša firma Hanusch & Dziedzinski u Beču. Sat na tornjevima isporucio je Josef Manhardt iz Münchena.
Vancaš je u emporu za pjevače i orgulje postavio u glavnoj lađi između tornjeva. Taj prostor nije odviše velik; moglo bi se, naprotiv, reći da je i premalen. Čini se da s njim nije želio ući previše u lađu, iako se time ne bi oduzelo prostora za narod. Da bi donekle popravio taj nedostatak, on je prostor naspram sviraoniku proširio dogradnjom malog erkera koji omogućava bolje kretanje pjevača, a tu je također osigurano i mjesto za dirigenta.
Ormar za orgulje rađen je prema njegovim nacrtima u stolarskoj radionici Mihalja Pregrada u Sarajevu, a reljefnu rezbariju izveo je Ivan Novotny. Sviraonik i svirale su djelo radionice »M. Heferera udova i sin« iz Zagreba. Orgulje su 1886. godine bile izložene u Budimpešti, gdje su svratile na sebe pažnju stručnjaka, pa su bile i nagrađene. To je, vjerojatno, bila najveća izrađevina ove radionice do toga doba. Sredstva za njihovu nabavu prikupila je supruga zemaljskog poglavara Ivana baruna Appela.
Organ je disponiran u stilu 19. stoljeća i za prilike u Sarajevu. Fonička dispozicija odgovara klasicističkom tipu, kakav je bio tada uobičajen u južnim regijama Srednje Europe. Težište je zvuka na prvom manualu i pedalju, dok je drugi manual namijenjen za pratnju, i ne može zadovoljiti samostalnu polifonu igru.
Orgulje imaju, dakle, dva manuala s 22 registra, 8 kolektivnih pedala, te stroj za crescendo i decrescendo. Veliki mijeh je montiran u posebnoj prostoriji zapadnog tornja; vučen je na kolo, a kroz zid spojen s instrumentom. Prilikom obnove orgulja 1989. godine taj dio je potpuno preinačen.
Dispozicija:
| I. manual C–f3 |              |     |
| 1.             | Bourdon      | 16′ |
| 2.             | Principal    | 8′  |
| 3.             | Traversflöte | 8′  |
| 4.             | Koppel       | 8′  |
| 5.             | Bariton      | 8′  |
| 6.             | Gemshorn     | 4′  |
| 7.             | Regal        | 4′  |
| 8.             | Narsart      | 2′  |
| 9.             | Mixtur III   |     |
| 10.            | Cornett V    |     |

| II. manual C–f3 |                 |    |
| 11.             | Geigenprincipal | 8′ |
| 12.             | Aeoline         | 8′ |
| 13.             | Gamba           | 8′ |
| 14.             | Dolce           | 4′ |
| 15.             | Schalmei        | 8′ |
| 16.             | Flageolet       | 2′ |

| Pedal C–d1 |               |     |
| 17.        | Principalbass | 16′ |
| 18.        | Subbass       | 16′ |
| 19.        | Quintbass     | 6′  |
| 20.        | Cellobass     | 8′  |
| 21.        | Flötenbass    | 8′  |
| 22.        | Oktavbass     | 4′  |

### Zvona
U tornjevima katedrale je 6 zvona, dobivenih kao dar slovenskog naroda. Za njihovu nabavu pobrinuo se ljubljanski knez biskup Pogačar, no kako je on umro prije nego što je ostvario svoju nakanu, obavezu je preuzeo nasljednik mu biskup Jakob Missia. Zvona su lijevana u radionici Alberta Samasse u Ljubljani, a karakteristika im je sljedeća:
1.) Presveto Srce Isusovo(titular katedrale), masa 2578 kg, ton b°
2.) Blažena Djevica Marija, masa 1225 kg, ton d'
3.) Sv. Josip, masa 850 kg, ton f'
4.) Sv. Petar i Pavao, masa 534 kg, ton g'
5.) Sv. Ćiril i Metod, masa 397 kg, ton a'
6.) Sv. Ilija, masa 319 kg, ton b'
Zvona su dopremljena u Sarajevo i pred katedralom posvećena 20. srpnja 1887., pa nakon toga podignuta u tornjeve: veliko u zapadni, a sva ostala u istočni toranj. Njihovi glasovi tvore harmoniju B-dur, g-mol i d-mol.
23. srpnja navečer ona su prvi put zazvonila na pokus, dok su sljedećeg dana ranom zorom zabrujala u punoj snazi svoga zvuka. Ljudi su izlazili iz kuća da bi ih što bolje čuli jer je to za Sarajevo nakon pola tisućljeća šutnje bio izvanredan događaj .
Nedugo zatim, 6. kolovoza, postavljen je prvi križ na zapadnom tornju. Bio je od kovana željeza, izrađen prema nacrtu Josipa Vancaša u kovačnici sarajevskog obrtnika A. Liesea. Kugla ispod križa bila je izvedena od bakrenog lima u radionici W. Jeana. Pozlatu križeva u Beču je izveo F. Wodwaska, za što su bila potrošena 24 dukata, a za pozlatu kugla majstoru Avdiji Hajdinoviću bilo je potrebno 12 dukata. Nešto kasnije podignut je križ i na istočni toranj. Potom su s građevine skinute skele.
Sva zvona osim drugog po veličini(zvono Blažene Djevice Marije) je progutao Prvi svjetski rat, pa su dvadesetih godina nabavljena nova zvona u ljevaonici Strojne tovarne in livarne(nasljednik Samasse) i s istom težinom. Tom je zgodom papa Pio XI. darovao veliko zvono.
Sav drveni namještaj izradio je prema nacrtima Vancaša sarajevski stolar Mihalj Pregrad.

## Obnova katedrale 1932. godine
Prilikom priprema za proslavu 50-godišnjice obnove redovite crkvene uprave u Bosni i Hercegovini (1932.) poduzeta je temeljita obnova katedrale. Tom prilikom skinut je crijep, pa položene azbestne pločice sive boje. Također su očišćeni vanjski zidovi lakim pritesavanjem površine kamena, a u unutrašnjosti su ponovno obojeni zidovi i djelomično očišćene freske. Iz izvještaja o tim zahvatima može se zaključiti da je zidno ornamentalno slikarstvo Voltolinija nakon pedesetak godina postojanja većinom znatno potamnilo. 
Najprije će biti da je uzrok tome građa zidova izvedenih od tvrdog kamena i ožbukanih jednostavnom smjesom maltera. Katedrala u Đakovu bila je sagrađena od opeka vezanih vapnom što mnogo znači za održavanje zidnog slikarstva. Takvi zidovi dišu, a to se za građevine od kamena kao što je sarajevska katedrala, ne može reći. Kondenzacija vlage na hladnim kamenim zidovima u prostoru koji nije bio zagrijavan, a možda i nedovoljno provjetravan, dovela je do oksidacije boja, koje su za pedesetak godina potpuno potamnjele. U izvještajima o radu Voltolinija i Betizze u sarajevskoj Katedrali spominje se rad al fresco, ali se prilikom obnove 1987. godine na takva mjesta nije naišlo izuzev, dakako, Seitz-Rohdenovih slika. Ne bi imalo osobitog opravdanja raditi poslove običnog soboslikarstva u tako skupoj tehnici.
Šest fresaka što ih je izveo Alberto de Rohden, u međuvremenu je potpuno uništeno; njihova podloga pretvorena je u prah. Nasuprot tome dijelovi Voltolinijeva oslikavanja odlično su se sačuvali, pa im ni loše prilike u prostoru nisu do danas naudile. Zabilježeno je također da je Kammerer očistio i obnovio Rohdenove freske, ali nije pobliže rečeno zašto se to moralo učiniti i u čemu se sastojao taj zahvat.
Uprava katedrale odlučila je 1932. godine da potamnjele ornamentalne slikarije Voltolinija zamijeni novim, u svjetlijem tonu. To se, možda, u prvi trenutak i postiglo, ali se dogodilo da su i Kammererove boje za 50 godina isto tako oksidirale. Krivica za to leži, dakle, u kemijskom sastavu boja, nepodobnom za zidove na koje su bili nanošeni. Dakako da je to oksidaciju pospješivala neadekvatna kvaliteta zida kao prva činjenica. Kammererovo obnavljanje Rohdenovih fresaka nije uspjelo, a nije isključeno da je ono još vise ubrzalo njihovo raspadanje. I njemu je bilo jasno da je za potamnjenje Voltolinijeva opusa bila kriva vlaga, ali je ta ista vlaga razorila i njegove boje.
Radove na obnovi slikarstva 1932. godine iscrpno je opisao Kammerer u Spomenici, pa neka je dopušteno slobodno prepričati njegove riječi: 
Rečeno je već da je bojadisanje katedrale, koje je izvršila firma Christian Kammerer iz Stuttgarta doživjelo istu sudbinu kao i ranije Voltolinijevo. 
Voltolinijevo oslikavanje zidova davalo je unutrašnjosti katedrale izvjesnu toplinu koja se tek može naslućivati gledajući danas katedralu u Đakovu. Njegove su šablone jednim dijelom preuzete iz Đakova, ali je poprilična razlika između jednog i drugog objekta: Đakovo je puno svjetla i drugog je stila. Akanti na kapitelima glavnih stupova u Sarajevu djeluju u ranogotičkom ambijentu ponešto otuđeno. Šarenilo je u Đakovu opravdano bezbojnim prozorima, dok u Sarajevu vitraji ne zahtijevaju neko dodatno šarenilo u već inače tamnom prostoru.
Geometrijska ornamentika bordura nije djelovala nimalo gotički, pa ni romanički; ona je nekim promatračima sličila na orijentalne motive. Prilikom obnove unutrašnjosti 1987. godine nije bilo opravdanja da se bar i najmanji dio Kammererovih slikarija, uz najbolju volju sačuva. Pokušaj, da se to učini u traveju iznad pjevališta nije uspio, jer se u kontrastu s uredno oličenim ostalim plohama taj dio čini kao tamna špilja. Nije, dakle, bilo načina ni smisla da se bar u jednom dijelu prostora sačuva ličilački opus iz 1932. godine; to je učinjeno samo na dijelu Voltolinijeva opusa kao vrjednijeg relikta iz prošlih vremena.

## Obnova katedrale (1985. – 1989. )
Katedrala je ponovno obnavljana od 1985. Do 1989. godine.Ti se radovi mogu nabrojiti onim redom kojim su izvršeni. Građevina je već godinama vapila za popravcima jer su oštećenja bila tako velika da se s obnovom nije moglo otezati. Ta su nastojanja, srećom, težila za potpunom obnovom u konzervatorskom i restauratorskom pogledu.
Potrebno je bilo, naime, da se tom obnovom ne naruši spomenički integritet objekta, dakle da se sačuva i autentičnost Vancašova djela. Katedrala je bila njegov prvijenac, pa je to bio i razlog više da se s maksimalnim oprezom pristupi takvom zahvatu. Sada, po završetku radova, sarajevskoj je katedrali vraćen u velikoj mjeri prvobitni sjaj, možda s nešto patine, ali to joj s obzirom na njezine godine i pripada. Krov je obnovljen 1985. godine, tako što su azbestne pločice zamijenjene bakrenim limom. Nisu se više mogle nabaviti pločice iste vrste, pa je zato prihvaćen bakreni lim, što je tehnološki solidnije; iako možda manje pogodno za održavanje drvene konstrukcije kojoj je potrebna izvjesna ventilacija. 
Prije polaganja lima bila je, međutim, potrebna obimna zamjena istrulih dijelova greda i dasaka. Križevi na tornjevima su očišćeni pa premazani zlatnom bojom, ali im nisu povraćeni dijelovi koji su u međuvremenu otpali, najvjerojatnije, od udara groma. Umjesto drvenih žaluzina na krovnim oknima montirane su aluminijske mreže, eloksirane s plastičnom masom. Metalni tornjić sanctus, ranije izveden od pocinčanog lima, zamijenjen je bakrenim u savršeno istom obliku. Isto tako su svi ukrasni elementi na krovu obnovljeni točno prema starom modelu. Poslove je izvela Zanatska zadruga iz Kreševa. Rekonstrukcija poda i montaža centralnog grijanja izvedena je 1986. godine. Tom su prilikom uklonjene pločice da bi se mogao nivelirati pod koji se u nekim dijelovima prostora slegao i do 20 centimetara. U desnoj je lađi iskopana nova biskupska grobnica, pokrivena pločom od crvenog granita.
Sloj pijeska debljine 5 cm posebno je nabijen vibratorom, pa je preko njega prostrta PVC folija; položena je armatura i nadliven sloj betona debeo 10 cm. Preko toga stavljena je hidroizolacija s bitumenom i dvije varene trake od izofleksa duljine 4 cm. Preko izolacija postavljena je specijalna PVC folija, armaturna mreža i plastične cijevi za grijanje, a preko svega je izliven beton u debljini od 4 - 5 cm, da bi preko toga onda bile vraćene keramičke pločice točno prema staroj Vancaševoj shemi. Svetište, sakristija i riznica su popločane kamenom od kojeg su izrađene i stepenice za prilaz iz lađe. Za podstanicu centralnog grijanja pregrađena je u sakristiji posebna prostorija, a na prvom katu smještena su dva kotla snage preko 100 kW.
Zidovi su zaštićeni od vlaženja time što su na visini od 15 cm iznad poda izbu¬šene rupe koje su zalivene specijalnom tekućinom za zaštitu od kapilarnog širenja vlage. Donji dio zidova, pri podu, obložen je kamenim pločama do vi¬sine od 40 cm. Elektroinstalacije su obnovljene 1987. godine, a tom je prilikom izmijenjen sistem osvjetljavanja prostora. Uprava katedrale se nije odlučila za tip lustera, pa je uvedeno čisto tehničko osvjetljenje, nevezano za povijesni stil građevine. Rasvjetna su tijela industrijske serijske proizvodnje. To su halogeni reflektori snage 250, 400 i 1.000 vata, postavljeni jednim dijelom na stropu, a nekoliko ih je spušteno kabelima oko 3 metra niže od stropa. U punom se sjaju tih reflektora postiže jakost dnevnog svjetla.
Po završenim elektroinstalatorskim radovima zidovi su oličeni fasadeksom u svijetlim, uglavnom toplim tonovima. Time je, možda, učinjen tehnološki korak naprijed, a učinjene su i druge pogodnosti time što je uvedeno centralno grijanje i postavljeni snažni ventilatori u srednjoj lađi. Opravdano je nadati se dobrom rezultatu takvih zahvata, jer je tim novinama učinjeno najbolje moguće u korist trajnosti boja na zidovima. Na mjestu fresaka postavljene su slike na platnu, kopije nekadašnjih fresaka, tako da je omogućeno cirkuliranje zraka između njih i zida. Vitraji su 1988. temeljito popravljeni, što je bilo povjereno radionici Staklo iz Zagreba.Ukupna njihova površina iznosi 110 m2. S vanjske strane su postavljeni dodatni prozori od neprobojnog laminiranog stakla, uloženog u aluminijske okvire. Tako su ne samo fizički zaštićeni originalni vitraji, nego je postignuta i znatna termička izolacija, što uvelike pridonosi boljem zagrijavanju prostora.
Iste je godine (1988.) izvedeno i temeljito dotjerivanje pročelja. Vanjsko je lice zidova po sistemu pjeskarenja očišćeno od naslaga smoga, tako da je površina ponovno dobila prvobitnu boju toploga okera. Popunjene su oštećene spojnice. Dijelovi arhitekture od pješčara su štokovani, a razorene partije nadopunjene cementnim malterom u boji koja odgovara prirodnom kamenu. Na vrhu zabata ponovno je postavljen kameni križ, mnogo jednostavniji od ranijeg. Na padinama zabata nisu povraćene gotičke rakovice čiji su do¬trajali ostaci uklonjeni još 1932. godine. Uostalom, one se ne vide ni na originalnom Vancašovu planu. Kameni irigatori koji su prihvaćali padaline između zabata i tornjeva, nadomješteni su metalnim olucima. Sve su zidne površine nakon čišćenja dva puta premazane zaštitnom smjesom Cromosil. Restauracija je orgulja izvedena tokom dviju godina, 1988. i 1989. godine. Tom obnovom zadržan je njihov prvobitni fonički status, dakle stari sviraonik, ormar i svirale. 
Modernizacija je izvedena unutar instrumenta time što je rekonstruiran sustav opskrbe velikog mijeha u zapadnom zvoniku, gdje je montiran manji mijeh uz regulator na električni pogon, a umjesto postojećeg ventilatora ugrađeno je novo, specijalno, gotovo nečujno električno puhalo s pripadajućim uređajem za priključak i automatsko punjenje regulatora, kao i zaštitna prigušna kutija za puhalo i motor. Demontiran je sviraonik i 51 kositrena svirala iz prospekta. Sve je temeljito obnovljeno u radionici Hefererova nasljednika Ivana Faulenda. Neke svirale bile su, naime, u međuvremenu oštećene, njihovi vrhovi zgnječeni a stijene ulupane. Sve je to dovedeno u prvobitno stanje.
Tako je Katedrala dočekala svoj prvi centenarium u potpuno obnovljenom ruhu, a u zaključku treba spomenuti još jedan jubilej: sestre reda Kćeri Božje ljubavi vrše u njoj već stotu godinu službu sakristanki.
Katedrala je 2005. godine proglašena nacionalnim spomenikom BiH.
30. travnja 2014. na trgu ispred Katedrale Srca Isusova, u nazočnosti velikog broja državnih i crkvenih veledostojnika te građana Sarajeva, otkriven je spomenik papi Ivanu Pavlu II. Kip je izrađen u siluminiju, posebnoj leguri aluminija otpornoj na atmosferske promjene, visok je gotovo tri metra i težak 300 kilograma. Izliven je u radionici Likovne akademije u Zagrebu. Autor kipa je rođeni Sarajlija, akademski kipar Hrvoje Urumović. Spomenik su svečano otvorili vrhbosanski nadbiskup Vinko Puljić, predsjednik HKD-a Napredak i mladi iz Nadbiskupijskoga centra za pastoral mladih Ivan Pavao II u Sarajevu, uz pjesmu „Krist na žalu”, koju je skladao sam papa.

## Poveznice
- Katoličanstvo u Hrvata Bosne i Hercegovine
- Vrhbosanska nadbiskupija

## Vanjske poveznice
- (boš.) Katedrala srca Isusova - informacije i lokacija[neaktivna poveznica]
- (hrv.) Vrhbosanska nadbiskupija
- (hrv.) Katolička Tiskovna Agencija  Arhivirana inačica izvorne stranice od 26. ožujka 2010. (Wayback Machine)
- (boš.) (engl.) Destination Sarajevo